# 957 هـ
957 هـ هي سنة في التقويم الهجري امتدت مقابلةً في التقويم الميلادي بين سنتي 1550 و1551.

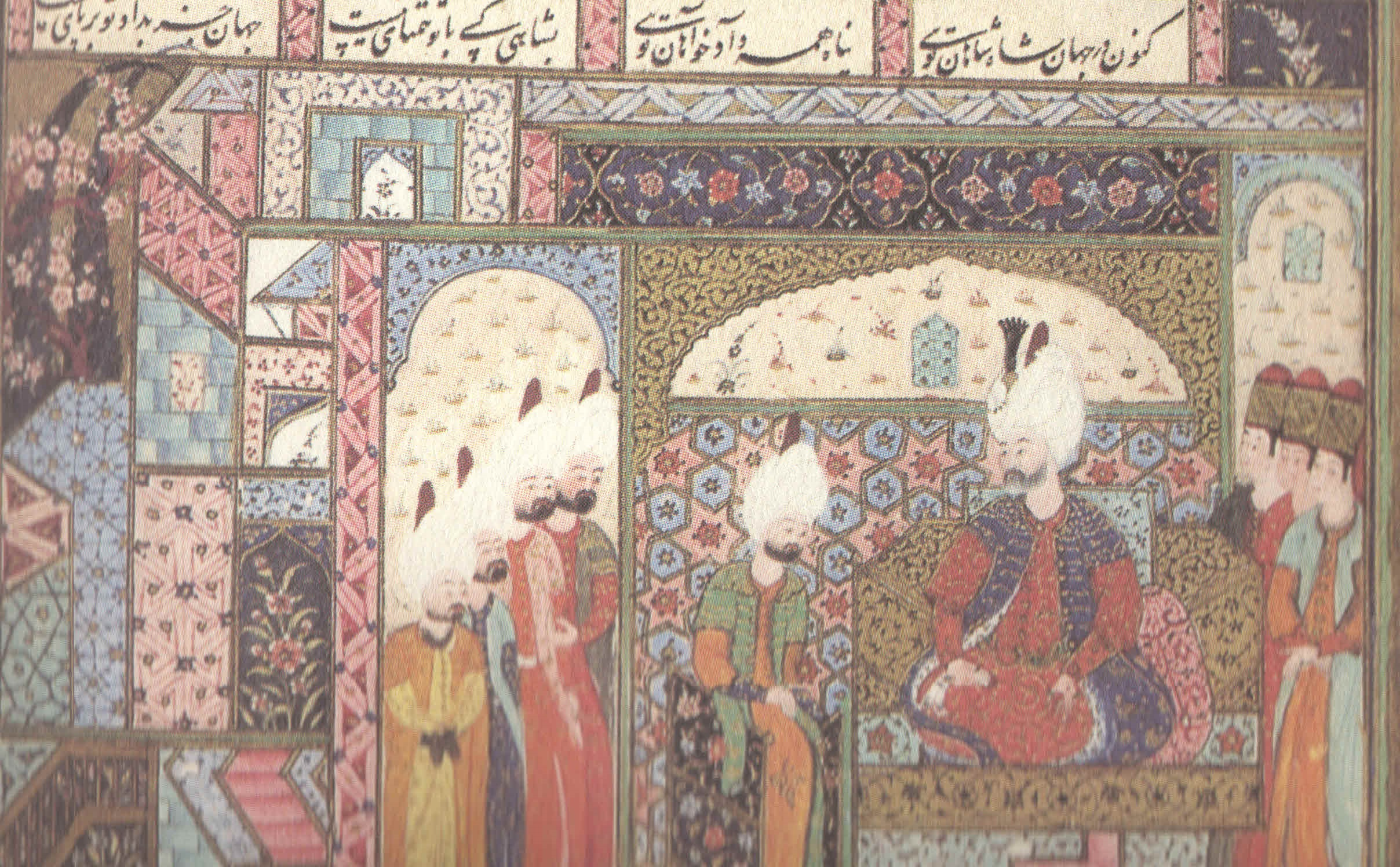
القاص ميرزا

## وفيات
- شمس الدين الخفري
- شهاب الدين الرملي
- القاص ميرزا